# Myxine

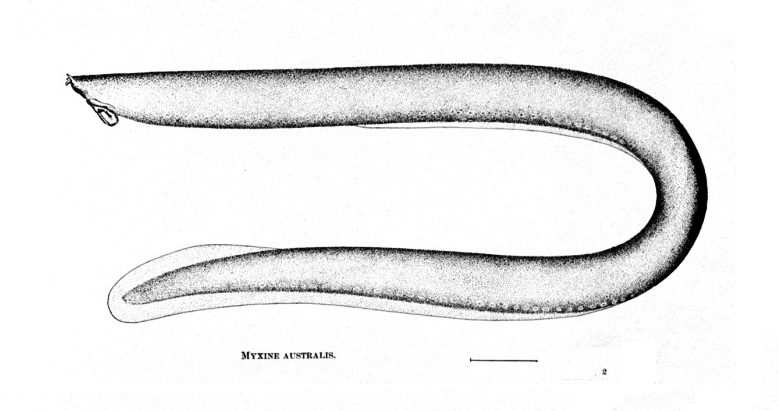
Southern hagfish (Myxine australis) mid-19th century drawing by Günther

Myxine là một chi cá mút đá myxin.

## Loài
- Myxine affinis Günther, 1870 (Patagonian hagfish)
- Myxine australis Jenyns, 1842 (Southern hagfish)
- Myxine capensis Regan, 1913 (Cape hagfish)
- Myxine circifrons Garman, 1899 (Whiteface hagfish)
- Myxine debueni Wisner & C. B. McMillan, 1995
- Myxine dorsum Wisner & C. B. McMillan, 1995
- Myxine fernholmi Wisner & C. B. McMillan, 1995
- Myxine formosana H. K. Mok & C. H. Kuo, 2001
- Myxine garmani D. S. Jordan & Snyder, 1901
- Myxine glutinosa Linnaeus, 1758 (Atlantic hagfish)
- Myxine hubbsi Wisner & C. B. McMillan, 1995
- Myxine hubbsoides Wisner & C. B. McMillan, 1995
- Myxine ios Fernholm, 1981 (White-headed hagfish)
- Myxine jespersenae Møller, Feld, I. H. Poulsen, Thomsen & Thormar, 2005 (Jespersen's hagfish)
- Myxine knappi Wisner & C. B. McMillan, 1995)
- Myxine kuoi H. K. Mok, 2002
- Myxine limosa Girard, 1859
- Myxine mccoskeri Wisner & C. B. McMillan, 1995
- Myxine mcmillanae Hensley, 1991
- Myxine paucidens Regan, 1913
- Myxine pequenoi Wisner & C. B. McMillan, 1995
- Myxine robinsorum Wisner & C. B. McMillan, 1995
- Myxine sotoi Mincarone, 2001